# Paraclinus fasciatus
Paraclinus fasciatus är en fiskart som först beskrevs av Steindachner, 1876.  Paraclinus fasciatus ingår i släktet Paraclinus och familjen Labrisomidae. Inga underarter finns listade i Catalogue of Life.